# فهرست مراکز ایالتی در ایالات متحده آمریکا
فهرست مراکز ایالت‌ها و نواحی آمریکا در ادوار مختلف تاریخی به شرح زیر است:
| ایالت           | کوته‌نوشت نام ایالت | زمان ایالت شدن | پایتخت        | زمان پایتخت شدن | مساحت (مایل مربع) | پرجمعیت‌ترین شهر | جمعیت شهر | جمعیت شهر به همراه حومه | یادداشت‌ها |
| --------------- | ------------------ | -------------- | ------------- | --------------- | ----------------- | --------------- | --------- | ----------------------- | --- |
| آرکانزاس        | AR                 | ۱۸۳۶           | لیتل راک      | ۱۸۲۱            | ۱۱۶٫۲             | بله             | ۱۹۳٬۵۲۴   | ۸۷۷٬۰۹۱                 | |
| آریزونا         | AZ                 | ۱۹۱۲           | فینیکس        | ۱۸۸۹            | ۴۷۴٫۹             | بله             | ۱٬۴۴۵٬۶۳۲ | ۴٬۱۹۲٬۸۸۷               | فینیکس پرجمعیت‌ترین پایتخت ایالات متحده است. پایتخت ایالتی. |
| آلاباما         | AL                 | ۱۸۱۹           | مونتگمری      | ۱۸۴۶            | ۱۵۵٫۴             | نه              | ۲۰۵٬۷۶۴   | ۳۷۴٬۵۳۶                 | برمینگهم بزرگترین شهر این ایالت. |
| آلاسکا          | AK                 | ۱۹۵۹           | جونو          | ۱۹۰۶            | ۲۷۱۶٫۷            | نه              | ۳۱٬۲۷۵    |                         | جونو بزرگترین پایتخت بر پایه land area است. انکوریج بزرگترین شهر این ایالت. |
| آیداهو          | ID                 | ۱۸۹۰           | بویزی         | ۱۸۶۵            | ۶۳٫۸              | بله             | ۲۰۵٬۶۷۱   | ۶۱۶٬۵۶۱                 | |
| آیووا           | IA                 | ۱۸۴۶           | دی موین       | ۱۸۵۷            | ۷۵٫۸              | بله             | ۲۰۳٬۴۳۳   | ۵۶۲٬۹۰۶                 | |
| اورگن           | OR                 | ۱۸۵۹           | سیلم          | ۱۸۵۵            | ۴۵٫۷              | نه              | ۱۵۴٬۶۳۷   | ۳۹۰٬۷۳۸                 | پورتلند بزرگترین شهر این ایالت. |
| اوهایو          | OH                 | ۱۸۰۳           | کلمبوس        | ۱۸۱۶            | ۲۱۰٫۳             | بله             | ۷۸۷٬۰۳۳   | ۱٬۸۳۶٬۵۳۶               | Columbus بزرگترین شهر این ایالت، و چهارمین پایتخت ایالتی بزرگ، اما the Cincinnati و Cleveland metropolitan areas are both larger. |
| اکلاهوما        | OK                 | ۱۹۰۷           | اکلاهما سیتی  | ۱۹۱۰            | ۶۰۷٫۰             | بله             | ۵۸۰٬۰۰۰   | ۱٬۲۵۲٬۹۸۷               | اکلاهما سیتی کوتاه‌ترین serving پایتخت ایالتی کنونی در ایالات متحده است. |
| ایلینوی         | IL                 | ۱۸۱۸           | اسپرینگ‌فیلد   | ۱۸۳۷            | ۵۴٫۰              | نه              | ۱۱۶٬۲۵۰   | ۲۰۸٬۱۸۲                 | Springfield is the smallest پایتخت ایالتی with جمعیت above 100،000 (on این فهرست). شیکاگو بزرگترین شهر این ایالت. |
| ایندیانا        | IN                 | ۱۸۱۶           | ایندیاناپولیس | ۱۸۲۵            | ۳۶۱٫۵             | بله             | ۸۲۹٬۷۱۸   | ۱٬۷۵۶٬۲۲۱               | In addition to being the second-largest پایتخت ایالتی، همچنین ایندیاناپولیس دومین شهر بزرگ در ایالت‌های غرب میانه آمریکا است. |
| پنسیلوانیا      | PA                 | ۱۷۸۷           | هریسبورگ      | ۱۸۱۲            | ۸٫۱۱              | نه              | ۴۹٬۵۲۸    | ۶۴۷٬۳۹۰                 | فیلادلفیا بزرگترین شهر این ایالت. |
| تگزاس           | TX                 | ۱۸۴۵           | آستین         | ۱۸۳۹            | ۲۵۱٫۵             | نه              | ۷۹۰٬۳۹۰   | ۱٬۷۱۶٬۲۹۱               | هیوستون is the state's largest city و the previous capital، و Dallas–Fort Worth is the largest metro area. It is the largest پایتخت ایالتی که همچنین بزرگترین شهر ایالت نیست. |
| تنسی            | TN                 | ۱۷۹۶           | نشویل         | ۱۸۲۶            | ۴۷۳٫۳             | نه              | ۶۳۵٬۷۱۰   | ۱٬۵۸۲٬۲۶۴               | ممفیس بزرگترین شهر این ایالت، و Nashville is the largest metro area. |
| جورجیا          | GA                 | ۱۷۸۸           | آتلانتا       | ۱۸۶۸            | ۱۳۱٫۷             | بله             | ۴۲۰٬۰۰۳   | ۵٬۲۶۸٬۸۶۰               | |
| داکوتای جنوبی   | SD                 | ۱۸۸۹           | پییر          | ۱۸۸۹            | ۱۳٫۰              | نه              | ۱۳٬۶۴۶    |                         | سو فالز بزرگترین شهر این ایالت. |
| داکوتای شمالی   | ND                 | ۱۸۸۹           | بیسمارک       | ۱۸۸۳            | ۲۶٫۹              | نه              | ۶۱٬۲۷۲    | ۱۰۸٬۷۷۹                 | فارگو، داکوتای شمالی بزرگترین شهر این ایالت. |
| دلاویر          | DE                 | ۱۷۸۷           | دوور          | ۱۷۷۷            | ۲۲٫۴              | نه              | ۳۲٬۱۳۵    |                         | Longest-serving capital in terms of statehood. ویلمینگتن بزرگترین شهر این ایالت. |
| رود آیلند       | RI                 | ۱۷۹۰           | پراویدنس      | ۱۹۰۰            | ۱۸٫۵              | بله             | ۱۷۸٬۰۴۲   | ۱٬۶۳۰٬۹۵۶               | Providence also served as the capital ۱۶۳۶–۱۶۸۶ و ۱۶۸۹–۱۷۷۶. It was یکی از پنج co-capitals ۱۷۷۶–۱۸۵۳، و یکی از دو co-capitals ۱۸۵۳–۱۹۰۰. |
| فلوریدا         | FL                 | ۱۸۴۵           | تالاهاسی      | ۱۸۲۴            | ۹۵٫۷              | نه              | ۱۸۱٬۴۱۲   | ۳۶۷٬۴۱۳                 | جکسون‌ویل بزرگترین شهر این ایالت، و Miami بزرگترین metro area را دارد. |
| کارولینای جنوبی | SC                 | ۱۷۸۸           | کلمبیا        | ۱۷۸۶            | ۱۲۵٫۲             | بله             | ۱۲۹٬۲۷۲   | ۸۰۵٬۱۰۶                 | |
| کارولینای شمالی | NC                 | ۱۷۸۹           | رالی          | ۱۷۹۴            | ۱۱۴٫۶             | نه              | ۴۰۳٬۸۹۲   | ۱٬۱۳۰٬۴۹۰               | شارلوت بزرگترین شهر این ایالت. |
| کالیفرنیا       | CA                 | ۱۸۵۰           | ساکرامنتو     | ۱۸۵۴            | ۹۷٫۲              | نه              | ۴۶۶٬۴۸۸   | ۲٬۵۲۷٬۱۲۳               | دادگاه عالی کالیفرنیا sits در سان‌فرانسیسکو. لوس آنجلس بزرگترین شهر این ایالت. |
| کانزاس          | KS                 | ۱۸۶۱           | توپیکا        | ۱۸۵۶            | ۵۶٫۰              | نه              | ۱۲۷٬۴۷۳   | ۲۳۰٬۸۲۴                 | ویچیتا بزرگترین شهر این ایالت. |
| کلرادو          | CO                 | ۱۸۷۶           | دنور          | ۱۸۶۷            | ۱۵۳٫۴             | بله             | ۶۰۰٬۱۵۸   | ۲٬۵۵۲٬۱۹۵               | |
| کنتاکی          | KY                 | ۱۷۹۲           | فرانکفورت     | ۱۷۹۲            | ۱۴٫۷              | نه              | ۲۵٬۵۲۷    | ۷۰٬۷۵۸                  | لویی‌ویل بزرگترین شهر این ایالت. Frankfort ranks as the دوازدهمین most populous شهر در ایالت. |
| کنتیکت          | CT                 | ۱۷۸۸           | هارتفورد      | ۱۸۷۵            | ۱۷٫۳              | نه              | ۱۲۴٬۵۱۲   | ۱٬۲۱۲٬۳۸۱               | بریجپورت بزرگترین شهر این ایالت، اما Greater Hartford is the largest metro area. |
| لوئیزیانا       | LA                 | ۱۸۱۲           | باتون‌روژ      | ۱۸۸۰            | ۷۶٫۸              | نه              | ۲۲۹٬۵۵۳   | ۸۰۲٬۴۸۴                 | نیواورلئان بزرگترین شهر این ایالت و home to the Louisiana دادگاه عالی. |
| ماساچوست        | MA                 | ۱۷۸۸           | بوستون        | ۱۶۳۰            | ۴۸٫۴              | بله             | ۶۱۷٬۵۹۴   | ۴٬۵۲۲٬۸۵۸               | Boston is the longest continuously serving پایتخت در ایالات متحده. The Boston-Worcester-Manchester Combined Statistical Area encompasses the پایتخت ایالتی ماساچوست، نیوهمپشایر، و رود آیلند.                                                                                    |
| مریلند          | MD                 | ۱۷۸۸           | آناپولیس      | ۱۶۹۴            | ۶٫۷۳              | نه              | ۳۸٬۳۹۴    |                         | Annapolis is the third-longest serving پایتخت در ایالات متحده پس از Santa Fe و Boston. Its capitol ساختمان is the oldest still in use. It is also the smallest capital by land area. بالتیمور بزرگترین شهر این ایالت.                                                            |
| مونتانا         | MT                 | ۱۸۸۹           | هلنا          | ۱۸۷۵            | ۱۴٫۰              | نه              | ۲۸٬۱۹۰    | ۷۴٬۸۰۱                  | بیلینگز بزرگترین شهر این ایالت. |
| میزوری          | MO                 | ۱۸۲۱           | جفرسون‌سیتی    | ۱۸۲۶            | ۲۷٫۳              | نه              | ۴۳٬۰۷۹    | ۱۴۹٬۸۰۷                 | Kansas City بزرگترین شهر این ایالت، و Greater St. Louis is the state's largest metropolitan area. |
| میشیگان         | MI                 | ۱۸۳۷           | لنسینگ        | ۱۸۴۷            | ۳۵٫۰              | نه              | ۱۱۴٬۲۹۷   | ۴۶۴٬۰۳۶                 | لنسینگ تنها پایتخت ایالتی است که همچنین is not the county seat of the county in which it is situated. دیترویت بزرگترین شهر این ایالت. |
| مین             | ME                 | ۱۸۲۰           | آگوستا        | ۱۸۳۲            | ۵۵٫۴              | نه              | ۱۹٬۱۳۶    | ۱۱۷٬۱۱۴                 | Augusta رسماً ایجاد شد the capital 1827، اما the legislature did not sit there تا ۱۸۳۲. پورتلند بزرگترین شهر این ایالت. |
| مینه‌سوتا        | MN                 | ۱۸۵۸           | سینت پال      | ۱۸۴۹            | ۵۲٫۸              | نه              | ۲۸۵٬۰۶۸   | ۳٬۵۰۲٬۸۹۱               | مینیاپولیس بزرگترین شهر این ایالت؛ it و سینت پال form the core of the state's largest metropolitan area. |
| نبراسکا         | NE                 | ۱۸۶۷           | لینکلن        | ۱۸۶۷            | ۷۴٫۶              | نه              | ۲۵۸٬۳۷۹   | ۳۰۲٬۱۵۷                 | اوماها بزرگترین شهر این ایالت. |
| نوادا           | NV                 | ۱۸۶۴           | کارسون‌سیتی    | ۱۸۶۱            | ۱۴۳٫۴             | نه              | ۵۵٬۲۷۴    |                         | لاس‌وگاس بزرگترین شهر این ایالت. |
| نیوجرسی         | NJ                 | ۱۷۸۷           | ترنتون        | ۱۷۸۴            | ۷٫۶۶              | نه              | ۸۴٬۹۱۳    | ۳۶۶٬۵۱۳                 | نیوآرک بزرگترین شهر این ایالت. |
| نیومکزیکو       | NM                 | ۱۹۱۲           | سنتا فه       | ۱۶۱۰            | ۳۷٫۳              | نه              | ۷۵٬۷۶۴    | ۱۸۳٬۷۳۲                 | Santa Fe is the longest serving پایتخت در ایالات متحده. El Paso del Norte served as the capital of the Santa Fe de Nuevo México colony-in-exile during the Pueblo Revolt of 1680–1692. Santa Fe has the highest elevation of any پایتخت ایالتی. آلبوکرکی بزرگترین شهر این ایالت. |
| نیوهمپشر        | NH                 | ۱۷۸۸           | کنکورد        | ۱۸۰۸            | ۶۴٫۳              | نه              | ۴۲٬۶۹۵    |                         | منچستر بزرگترین شهر این ایالت. |
| نیویورک         | NY                 | ۱۷۸۸           | آلبانی        | ۱۷۹۷            | ۲۱٫۴              | نه              | ۹۷٬۸۵۶    | ۸۵۷٬۵۹۲                 | Albany is the largest U.S. پایتخت ایالتی با جمعیت under ۱۰۰٬۰۰۰ (و بنابراین not on این فهرست). نیویورک بزرگترین شهر این ایالت. |
| واشینگتن        | WA                 | ۱۸۸۹           | اولمپیا       | ۱۸۵۳            | ۱۶٫۷              | نه              | ۴۶٬۴۷۸    | ۲۳۴٬۶۷۰                 | سیاتل، واشینگتن بزرگترین شهر این ایالت. |
| وایومینگ        | WY                 | ۱۸۹۰           | شاین          | ۱۸۶۹            | ۲۱٫۱              | بله             | ۵۹٬۴۶۶    | ۹۱٬۷۳۸                  | |
| ورمانت          | VT                 | ۱۷۹۱           | مونپلیه       | ۱۸۰۵            | ۱۰٫۲              | نه              | ۷٬۸۵۵     |                         | Montpelier is the least populous U.S. پایتخت ایالتی. برلینگتون بزرگترین شهر این ایالت. |
| ویرجینیا        | VA                 | ۱۷۸۸           | ریچموند       | ۱۷۸۰            | ۶۰٫۱              | نه              | ۲۰۴٬۲۱۴   | ۱٬۲۳۱٬۶۷۵               | ویرجینیابیچ بزرگترین شهر این ایالت، و Northern Virginia is the state's largest metro area. |
| ویرجینیای غربی  | WV                 | ۱۸۶۳           | چارلستون      | ۱۸۸۵            | ۳۱٫۶              | بله             | ۵۱٬۴۰۰    | ۳۰۴٬۲۱۴                 | |
| ویسکانسین       | WI                 | ۱۸۴۸           | مدیسن         | ۱۸۳۸            | ۶۸٫۷              | نه              | ۲۳۳٬۲۰۹   | ۵۶۱٬۵۰۵                 | میلواکی بزرگترین شهر این ایالت. |
| هاوایی          | HI                 | ۱۹۵۹           | هونولولو      | ۱۸۴۵            | ۸۵٫۷              | بله             | ۳۳۷٬۲۵۶   | ۹۵۳٬۲۰۷                 | |
| یوتا            | UT                 | ۱۸۹۶           | سالت‌لیک‌سیتی   | ۱۸۵۸            | ۱۰۹٫۱             | بله             | ۱۸۶٬۴۴۰   | ۱٬۱۲۴٬۱۹۷               | |